# Крушение траулера «Онега»
Крушение рыболовецкого судна-ярусолова «Онега» — морская катастрофа, произошедшая 28 декабря 2020 года в Баренцевом море. Основной причиной крушения стали обледенение судна и ряд ошибок экипажа, решила комиссия Ространснадзора, которая расследовала случившееся. По мнению комиссии, капитан судна неоправданно рисковал в сложных погодных условиях.
В результате крушения 17 человек погибли, двоих удалось спасти.

## Расследование
Расследование установило, что катастрофа стала результатом стечения нескольких обстоятельств.
Судно обледенело, что уменьшило его начальную остойчивость. Капитан допустил «неоправданный риск» при принятии решения о выборке яруса в сложных гидрометеорологических условиях.
Через лацпорт, открытый для выборки рыболовной снасти в условиях шторма, в помещения на главной палубе попала морская вода. Это привело к резкому увеличению крена и затоплению траулера.
Перед крушением моряки судна «Онега» успели включить аварийный буй, после чего судно опрокинулось и затонуло.
Комиссия также отметила «непрофессиональные действия капитана судна и вахтенного старшего помощника капитана», которые не наладили должный контроль над остойчивостью траулера и не дали вовремя команду морякам покинуть судно.
Рыболовное судно «Онега» 1979 года постройки затонуло вблизи Новой Земли. В воде оказались 19 членов экипажа, спасли только двоих.
По данным Росрыболовства, судно принадлежало рыболовецкому колхозу им. Калинина в Архангельской области. Перед крушением траулер проверяли в портах России и Норвегии, и его состояние не вызвало опасений у проверяющих, говорил в декабре губернатор Мурманской области Андрей Чибис.

## Траур
Более ста жителей Мурманска пришли 29 декабря 2020 года днём на берег Кольского залива к кладбищу кораблей, чтобы почтить память рыбаков, пропавших на затонувшем траулере «Онега». Во вторник в Мурманской области объявлен день траура по рыбакам, пропавшим в результате крушения траулера. Инициативу почтить память членов экипажа траулера проявили сами жители Мурманска, они распространяли в соцсетях призыв прийти к 14.00 мск именно к кладбищу кораблей на Нижнеростинском шоссе.
Днём к Кольскому заливу пришли более сотни человек. Среди пришедших — друзья, родственники и коллеги пропавших моряков, те, кто ходит в море на других судах.
Люди оставляли цветы на берегу моря на специальном помосте, опускали в воду венки. Многие стояли с мобильными телефонами, на экранах которых были открыты фотографии пропавших моряков. К одному из венков прикрепили распечатанную фотографию. Пришедшие женщины плакали, рассказывали о своих мужьях и сыновьях, которые ходят в море.